# Ila (Trondheim)
 For alternative betydninger, se Ila. (Se også artikler, som begynder med Ila)
Ila er en bydel i Trondheim vest for Trondheim centrum, afgrænset af Nidelven mod syd, Skansen og byporten mod øst, Steinberget, Bymarka og Ilsvikøra mod vest.
Ila blev bebygget i første halvdel af 1700-tallet. I 1800-tallet var bydelen Trondheims fornøjelsescentrum, med Hjorten som vigtigste samlingssted. Der var også mange dansesale, traktørsteder og udskænkningssteder i Ila. Mod slutningen af 1800-tallet blev området uubygget med boliger til arbeidsfolk fra industrien. Ila skole åbnede i 1877 som en fortsættele af Ilens Friskole som blev oprettet i 1770, og er tegnet af Ole Falck Ebbell. Steinerskolen i Trondheim er også lokaliseret i Ila. Ilen kirke blev indviet i 1889 og ligger lige vest for byporten.
Bydelen er blandt andet kendt for at have været åsted for landets første 17. maj-optog, som blev arrangeret af Matthias C. Peterson i 1826.
Som bydel har Ila længe været mærket af tidligere industrivirksomhed. I dag er Ila et tæt befolket boligområde, hvor sporerne efter nedlagt industri de sidste år er blevet erstattet af nye grønne områder. I forbindelse med udbygningen af Nordre avlastningsvei blev Ilabekken genåbnet efter mange at være ledt af underjordiske. Bækken løber nu igennem Iladalen park, som forbinder Ilevollen med Ilsvika.